# Acomé
Il fiume Acomé è un fiume del Guatemala che sfocia nell'Oceano Pacifico, attraversando un versante molto più ripido rispetto a quello Atlantico e a quello del Golfo del Messico. La superficie del bacino è di 706 km², situata nella zona sud del paese.
Le condizioni idrografiche e orografiche hanno portato a progettare uno sfruttamento per la produzione di energia idroelettrica.
La principale città della zona è Escuintla di oltre 50.000 abitanti.